# Nieuw-Weerdinge
Nieuw-Weerdinge est un village néerlandais de la commune d'Emmen en province de Drenthe. Le 1er janvier 2004, Nieuw-Weerdinge comptait environ 3 310 habitants.
Nieuw-Weerdinge (littéralement : Weerdinge-le-Neuf) a été créé à partir du village de Weerdinge, dans les marais au nord-est de ce bourg, afin d'y exploiter les tourbières. C'est un village-rue, le long du Weerdingerkanaal, canal creusé pour le transport de la tourbe. Le village compte quatre églises correspondant à quatre formes différentes du protestantisme.